# Brachymeles apus
Brachymeles apus är en ödleart som beskrevs av  Tsutomu Hikida 1982. Brachymeles apus ingår i släktet Brachymeles och familjen skinkar. Inga underarter finns listade.
Arten förekommer på norra Borneo i området kring berget Gunung Kinabalu i Malaysia. Honor lägger inga ägg utan föder levande ungar.